# Homer the Smithers
Homer the Smithers, llamado Homer el Smithers en España y Homero Smithers en Hispanoamérica, es el episodio diecisiete perteneciente a la séptima temporada de la serie animada Los Simpson, emitido originalmente el 25 de febrero de 1996. El episodio fue escrito por John Swartzwelder y dirigido por Steven Dean Moore. En el episodio, Homer reemplaza a Smithers como asistente del Sr. Burns.

## Sinopsis
Después de unas carreras de dragster organizadas por la Planta Nuclear a las que habían acudido los empleados, Waylon Smithers no logra proteger al Sr. Burns de ser acosado por Lenny, quien estaba ebrio. Aunque trata de compensar su descuido al día siguiente, nota que sigue cometiendo torpezas. Burns le sugiere que tome unas vacaciones.
Waylon decide buscar un reemplazo que no sea muy brillante, para que no lo opaque. Tras pensarlo muy poco, decide ir en busca de Homer. El empleado, al principio, trata de ser amable con Burns y de cumplir con sus tareas, pero el anciano le trata mal, le hace levantarse en medio de la noche para ir a atenderle el teléfono, le insulta y le critica por su incompetencia. Un día, Burns llama a Homer "pobre diablo", lo que hace que este se enoje muchísimo y lo noquee con un fuerte puñetazo. Ante el golpe, el frágil anciano queda inconsciente, y Homer corre llorando hacia su casa, pensando que había matado a su jefe. 
Lisa convence a su padre de que vaya a ver a Burns, y Homer va a su despacho para disculparse por el golpe. Sin embargo, Burns, asustado, le pide que se vaya, que él solo haría sus tareas cotidianas, como preparar café y usar el teléfono. Burns intenta hacerlo, pero ve que era muy difícil, y trata de comunicarse con Smithers. Aunque no logra contactar con él por teléfono, su asistente presiente que Burns le necesita y vuelve a Springfield.
Mientras Smithers llega, Burns aprende a valerse por sí mismo, conduce su propio coche y aprende a usar el teléfono, entre otras cosas. Cuando Homer va a preguntarle si le necesitaba para algo, Burns le dice que no, que ya le había ayudado bastante al apremiarle, con el golpe, a valerse por sí mismo. Finalmente, cuando Smithers llega, Burns abraza a Homer y le dice que ya puede volver a su antiguo puesto en la Planta. Sin embargo, como ya no necesitaría a alguien que lo cuidase, también decide despedir a Smithers.
Sin trabajo, Smithers decide ir a pedir empleo como cargador de pianos, y luego como el locutor en el autódromo, para terminar pidiendo una oportunidad en la taberna de Moe; pero Homer le dice que no podía caer tan bajo y que le ayudaría a recuperar su empleo. Para hacerlo, deciden simular una llamada entre Burns y su madre, que estaban enfadados desde hacía mucho tiempo, para que Smithers pudiera sacar a su exjefe del aprieto. Sin embargo, el plan falla y Burns descubre que la llamada era obra de Smithers. Enfadado, comienza a gritarle. Smithers, a su vez enfadado con Homer por estropear la llamada, comienza a pelearse con él. La querella termina con Homer empujando accidentalmente a Burns por el balcón. 
Finalmente, Burns queda completamente inválido, por lo que vuelve a requerir de los cuidados de Smithers, quien, en agradecimiento, le envía a Homer una cesta con frutas.

## Producción

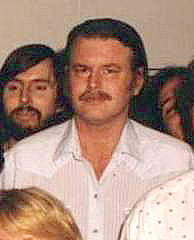
El guionista del episodio fue John Swartzwelder.

John Swartzwelder fue el guionista del episodio, pero la idea original de la historia la tuvo Mike Scully, otro guionista. Cuando los productores ejecutivos Bill Oakley y Josh Weinstein reemplazaron a David Mirkin, querían que el programa "volviera a centrarse" en la familia Simpson. Su objetivo era crear por lo menos quince episodios por temporada que trataran sobre toda la familia o sobre un integrante, pero al mismo tiempo querían incluir un especial de Halloween, un episodio de Sideshow Bob, uno de Itchy and Scratchy y uno que se dividiera en muchas historias cortas, que se tradujo en 22 Short Films About Springfield. Querían que los episodios sobre la familia fueran realistas, y Oakley consideraba que Homer the Smithers sería un buen ejemplo. Cuando Scully comentó su idea con los guionistas, Oakley se sorprendió de que no se les hubiese ocurrido antes: dijo que la historia parecía adecuada para la tercera temporada, porque era "simple" y "orgánica".
Weinstein dijo que este episodio era su oportunidad, así como la de Oakley y Swartzwelder, de "enloquecer" con el personaje de Burns. Mencionó que le gustaba escribir guiones con personajes como Burns y Abe Simpson por su falta de noción sobre el presente y porque le gustaba usar diccionarios para buscar "jerga antigua". Por ejemplo, Burns responde el teléfono diciendo "Ahoy, hoy!", que fue el saludo telefónico que sugirió Alexander Graham Bell cuando publicó su invento. La cocina de Burns, por su parte, está repleta de artefactos e instrumentos muy anticuados; para inspirarse, Weinstein consultó libros viejos con diseños de antiguos utensilios de cocina. Oakley comentó que el oso polar siempre había estado en la oficina de Burns y que se entusiasmó mucho ante la idea de darle finalmente un uso.
Matt Groening destacó el desafío que significó la mezcla de sonido en este episodio: sus resultados influenciaron episodios futuros de la serie del otro programa de Groening, Futurama. Cuando recibieron la animación terminada del episodio, los productores consideraron que la escena en la que Homer pelea con Smithers era "horripilante", ya que los sonidos de la lucha entre los personajes le daba un tono demasiado violento. Después de unos retoques en el sonido, finalmente consiguieron que la escena fuera humorística y se limitaron a dejar el sonido de la agonía de los personajes.